# Adolf Ogi

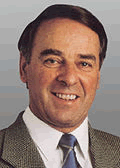
Adolf Ogi

Adolf «Dölf» Ogi (* 18. Juli 1942 in Kandersteg, Kanton Bern) ist ein Schweizer Politiker (SVP). Er war von 1987 bis 2000 Mitglied des Bundesrats und von 2001 bis 2007 Sonderberater für Sport im Dienste von Entwicklung und Frieden im Auftrag der UNO.

## Leben
Seine Eltern waren Adolf und Anna Ogi, geborene Wenger. Sein Vater war Förster und Bergführer sowie Gemeinderat, Präsident der Schulkommission, Gemeindepräsident und Gemeindekassier in Kandersteg. Am 12. Mai 1972 heiratete Ogi Katrin, geborene Marti. Zusammen haben sie zwei Kinder, Mathias († 2009) und Caroline. Heute lebt Ogi mit seiner Frau in Fraubrunnen.

### Werdegang

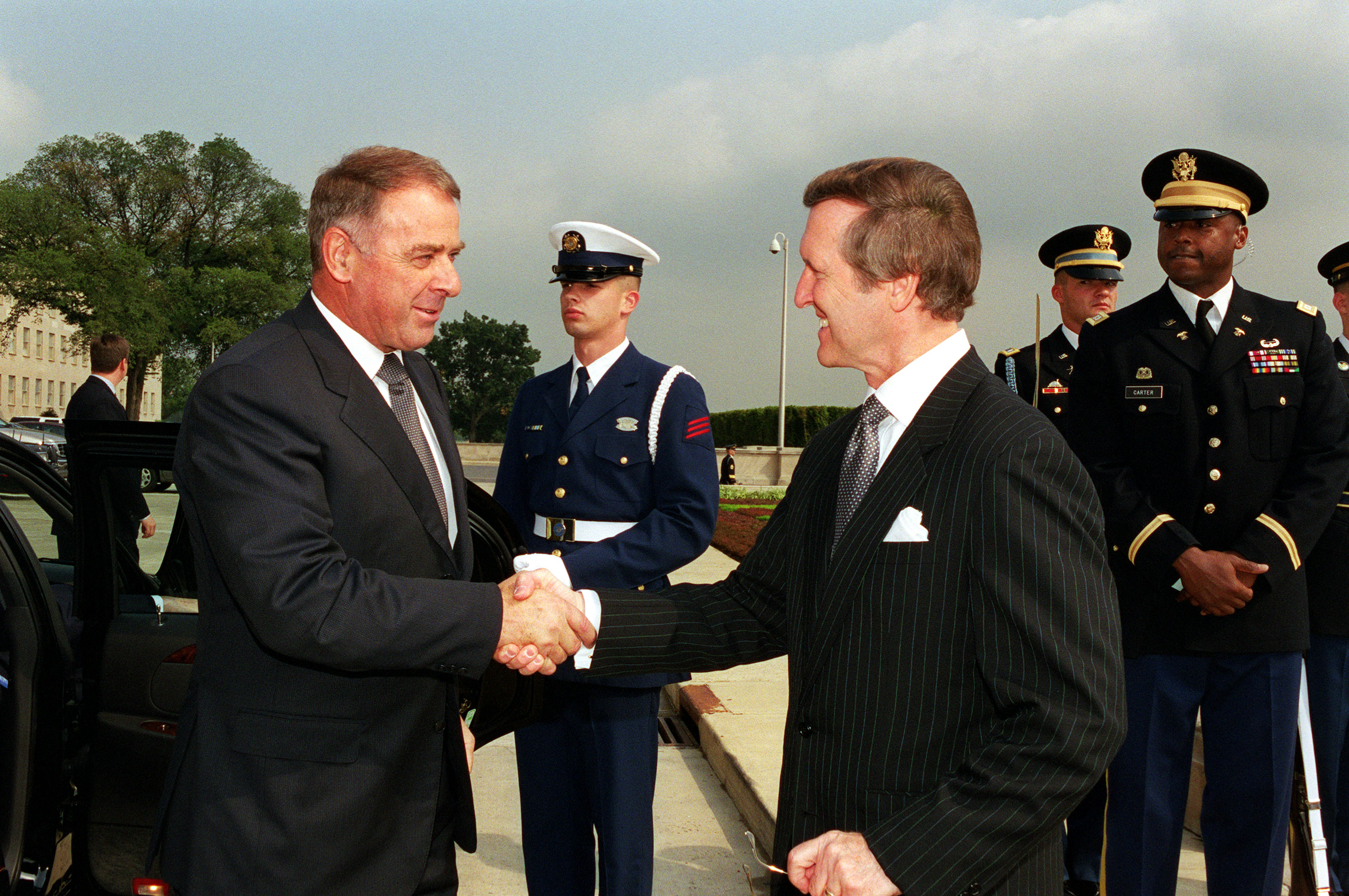
Adolf Ogi (links) mit US-Verteidigungsminister William Cohen im Juli 2000

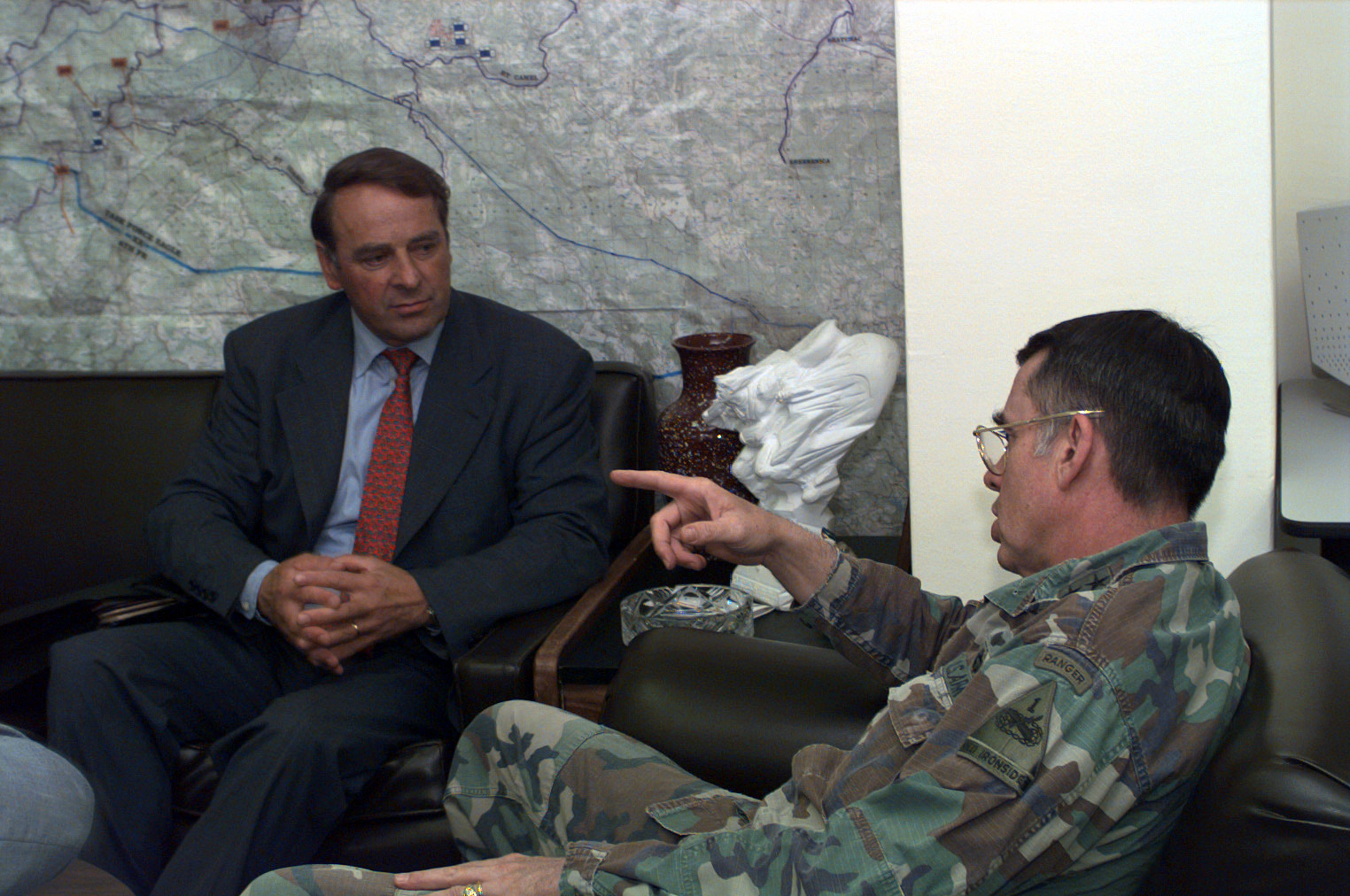
Adolf Ogi bei einem Besuch in Tuzla im Juni 1996

Nach der obligatorischen Schulzeit in der Primarschule besuchte Ogi für drei Jahre in La Neuveville die Handelsschule. Danach besuchte er in London einen sechsmonatigen Kurs an der Swiss Mercantile School. In Formby bei Liverpool absolvierte er ein Praktikum im Textilunternehmen des deutschen Industriellen S. Könnemann. Ogi übernahm dann für zwei Jahre die Leitung des Verkehrsbüros Meiringen. 1964 wechselte er zum Schweizer Skiverband (SSV). Dort arbeitete er als Assistent von Elsa Roth und wurde 1975 zum Direktor des Ski-Verbandes gewählt. Per Juli 1981 trat Ogi von seiner Funktion als Direktor des SSV zurück und übernahm bei der Intersport Schweiz den Posten als Generaldirektor. Er trat bei der Intersport zurück, als er 1987 in den Bundesrat gewählt wurde. Von 1982 bis 1984 präsidierte er den Grand Prix von Bern. Durch seine Arbeit im Skiverband wurde Ogi schweizweit bekannt. Deshalb versuchten verschiedene Parteien, ihn für eine Nationalratskandidatur zu gewinnen. Seine Schwiegereltern waren Mitglied der Schweizerischen Volkspartei, welcher er 1978 beitrat. Für die Nationalratswahlen 1979 kandidierte er für die SVP und wurde mit einem sehr guten Ergebnis gewählt. Er erhielt 56'235 Stimmen. 1984 wurde er zum Präsidenten der SVP gewählt.

### Bundesrat
Für die Bundesratswahlen von 1987 konnte sich Ogi parteiintern im Zentralvorstand gegen den Regierungsrat Peter Schmid, den Bruder des späteren Bundesrats Samuel Schmid, durchsetzen und wurde von der Partei als Kandidat nominiert. Im ersten Wahlgang der Wahlen vom 9. Dezember 1987 erreichte er 114 der für das absolute Mehr notwendigen 121 Stimmen. Einige bürgerliche Politiker wählten ihn nicht im ersten Wahlgang, um ihn für sein Verhalten bei Otto Stichs Wahl zu bestrafen. Damals hatte er sich für die Kandidatin Lilian Uchtenhagen eingesetzt. Einige seiner Kontrahenten waren auch der Meinung, nur acht Jahre Politik seien zu kurz, um gleich Bundesrat zu werden. Im zweiten Wahlgang wurde Ogi dann mit 132 Stimmen zum Nachfolger von Leon Schlumpf gewählt.
Nach seiner Wahl in den Bundesrat verstummten die meisten Attacken gegen seine Person. Von 1988 bis 1995 stand er dem Eidgenössischen Verkehrs- und Energiewirtschaftsdepartement vor. Mit Engagement wandte er sich der grössten in diesem Departement anstehenden Aufgabe zu: der Neuen Eisenbahn-Alpentransversale (Neat). Nachdem das Referendum gegen den Neat-Bundesbeschluss ergriffen worden war, warb er nicht nur mit seinem Charisma für die Vorlage, sondern auch mit der Behauptung, das Werk könne vollständig aus den Beiträgen seiner Nutzer finanziert werden. Die Abstimmung gewann Ogi klar, das Projekt kam aber wegen der hohen ungedeckten Kosten immer mehr in die Kritik. Vor allem der Vorsteher des Finanzdepartements, Otto Stich, setzte sich für eine Etappierung der Neat und eine Neukonzeption ihrer Finanzierung ein. Schliesslich musste Ogi zugeben, dass die Rentabilität bei der Abstimmung beschönigt worden war.
Seine grösste Niederlage war wohl die Annahme der Alpeninitiative am 20. Februar 1994 durch das Volk. Die Initiative forderte die Verlagerung des Transitgüterverkehrs auf die Schiene und ein Verbot der Schaffung neuer alpenquerender Strassenkapazitäten. Ogi hatte auf drohende Vollzugsprobleme hingewiesen und beharrte – entgegen den Gepflogenheiten – auch nach dem Verdikt des Souveräns auf seiner Sichtweise.
Nachdem im Sommer 1995 der Konflikt mit Otto Stich eskaliert war, kam es zu einem Arrangement, wonach beide Kontrahenten ihre Departemente abgaben. Ogi übernahm in der Folge – nach eigener Aussage freiwillig – das Militärdepartement (EMD), welches 1997 in Eidgenössisches Departement für Verteidigung, Bevölkerungsschutz und Sport (VBS) umbenannt wurde. Auch hier setzte er markante Akzente, und zwar in Richtung einer Anpassung an die nach Ende des Kalten Krieges veränderte Bedrohungslage. So trieb er den Beitritt der Schweiz zum NATO-Programm Partnerschaft für den Frieden voran. Auch sorgte er 1999 für die Entsendung von schweizerischen Soldaten (Swisscoy) nach Kosovo. In dieser Angelegenheit zog der Bundesrat den Zorn Christoph Blochers und von dessen Aktion für eine unabhängige und neutrale Schweiz (AUNS) auf sich. «Wollen Sie, dass Ihr Sohn im Sarg zurückkommt?», hiess es, ergänzt durch Kriegsbilder, auf AUNS-Werbeplakaten. Ogi plante eine drastische Reduzierung des Armeebestandes und liess oft Soldaten für Aktionen wie die Beseitigung von Unwetterschäden oder Sicherung von Kongressen einsetzen. Während Ogis Zeit im VBS ereignete sich die Affäre Nyffenegger um Friedrich Nyffenegger und die Affäre Bellasi um Dino Bellasi.
1998 liess sich Ogi zum Präsidenten der Olympiakandidatur Sion 2006 wählen. In einem stark kritisierten Entscheid gewann Turin vor dem Favoriten Sion die Olympischen Winterspiele 2006. Eine Bewerbung um eine Mitgliedschaft im IOC scheiterte Eram 16. Juli 2001 mit 46:59 Stimmen. Er war Bundespräsident in den Jahren 1993 und 2000 und Vizepräsident in den Jahren 1992 und 1999.

### Nach der Zeit als Bundesrat
Am 18. Oktober 2000 gab Ogi seinen Rücktritt als Bundesrat per Ende Jahr bekannt. Nach seinem Rücktritt übernahm er bei der UNO ein Mandat als Sonderberater für Sport im Dienste von Entwicklung und Frieden. Er war dabei direkter Berater des UNO-Generalsekretärs. In dieser mit einem symbolischen Dollar pro Jahr entlohnten Tätigkeit engagierte er sich stark für das Internationale Jahr des Sports, welches von der UNO für 2005 ausgerufen wurde. Ogi kündigte Anfang 2006 an, nach dem Ausscheiden von Kofi Annan aus dem Amt des UNO-Generalsekretärs Ende 2007 nicht mehr als Sonderberater für Sport zur Verfügung zu stehen.

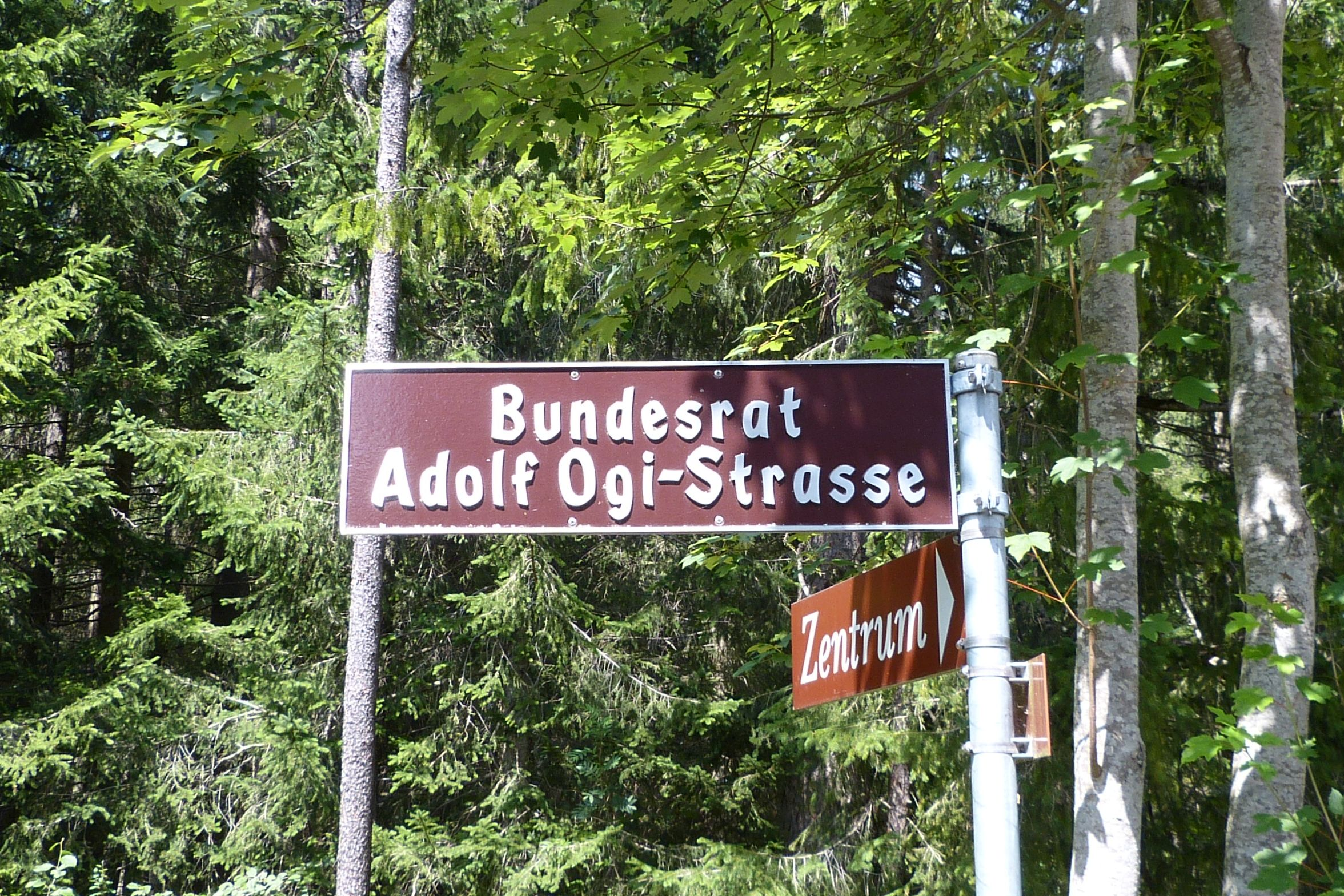
Die Adolf Ogi-Strasse in Kandersteg

In einem Brief an Rentner und Rentnerinnen der Schweiz hat Ogi im Februar 2024, zusammen mit anderen bürgerlichen alt Bundesräten, erfolglos versucht, sich gegen die Einführung einer 13. AHV Rente zu stemmen. Er hat damit einen gewaltigen Shitstorm eingefangen. Die Rechtmässigkeit der Beschaffung der entsprechenden alterssortierten Adressen ist nicht abschliessend geklärt. Nach der Volksabstimmung erklärte er: «Im Nachhinein kann man sagen: Der adressierte Brief war ein Fehler, tut mir leid!»

## Trivia
Die Einsparung von Energie in der Schweiz wird immer wieder durch den legendären Eier kochenden Bundesrat im Jahr 1988 versinnbildlicht. Adolf Ogi sagte damals wörtlich zum Schweizer Fernsehen: «Jetzt soll das Volk zeigen, dass es nicht nur bereit ist, zu reden, sondern zu handeln.» Die Worte sollten die Bürger animieren, zuerst auf freiwilliger Basis tätig zu werden, bevor die Gesetze eingeführt wurden.
Als der erste Schweizer Astronaut Claude Nicollier die Erde umkreiste, begrüsste ihn Ogi am 7. August 1992 mit seinem rasch zum Bonmot gewordenen «Freude herrscht».
Wie einst über Bundesrat Rudolf Minger kursieren auch über Ogi zahlreiche Witze: «Ogi sitzt vor einem Kreuzworträtsel. Verzweifelt sucht er nach einem Bundesrat mit drei Buchstaben. Da kommt ihm die Erleuchtung, und er schreibt in die Spalte: Ich.»

## Auszeichnungen und Ehrungen
Ogi erhielt neben dem Ehrendoktortitel der Universität Bern, der International University in Geneva, der Geneva School of Diplomacy and International Relations, des American College of Greece in Athen, den Menschenrechtspreis der Internationalen Gesellschaft für Menschenrechte Schweiz, den Europäischen Solarpreis, den Karl-Schmid-Preis der ETH Zürich, den Orde olympique vom Internationalen Olympischen Komitee und den Max-Petitpierre-Preis. 2012 wurde er am SwissAward für sein Lebenswerk ausgezeichnet. 2022 erhielt er den ersten «Prix de Joie» (deutsch: Preis der Freude), vergeben vom Schweizer Tourneetheater «Das Zelt».

## Mitgliedschaften
- Ehrenpräsident der Swiss Olympic Association
- Ehrenmitglied der Organisation Green Cross International
- Patronatspräsident der Stiftung Swisscor
- Patronat UNESCO-Welterbe Schweizer Alpen Jungfrau-Aletsch
- Direktionsmitglied der NGO Right to Play International
- Ehrenpräsident der eigenen Stiftung Freude herrscht
- Ehrenpräsident Nationales Nordisches Skizentrum Kandersteg
- In privatwirtschaftlichen Gesellschaften hält er diverse Verwaltungsratsmandate.[15]
- Präsident der Schweizer Berghilfe (2002 bis 2005)